# أسامة المناور
أسامة أحمد حبيب المناور (14 مايو 1972 - )؛ محامي كويتي، ونائب سابق في مجلس الأمة الكويتي.

## النشأة
أسامة المناور وُلد بالكويت 14 مايو 1972، حاصل على ليسانس حقوق من جامعة الكويت، شارك في انتخابات مجلس الأمة فبراير 2012 وحصل على المركز الثامن في الدائرة الرابعة بـ10,591 صوت وفاز بالانتخابات، كما شارك في انتخابات مجلس الأمة الكويتي 2020 وحصل على المركز الثاني في الدائرة الثالثة بـ3,858 صوت وفاز بالانتخابات.

## عضويات
- عضو في الاتحاد الدولي للمحامين.[2]
- عضو منظمة محامون بلا حدود.
- عضو في منظمة حقوق الإنسان العربية.
- رئيس جمعية الحرية لحقوق الإنسان سابقًا.
- رئيس جمعية الكرامة لحقوق الإنسان ومقرها.
- شارك في العديد من المؤتمرات القانونية محليًا ودوليًا.
- ترافع أمام محاكم مختلفة في عدة دول مثل الإمارات وقطر والبحرين ومصر وبريطانيا ودول أوروبية أخرى.

## أبرز المواقف في مجلس الأمة

### مجلس الأمة 2020
| استجواب الوزير حمد جابر العلي (يناير 2022)    | مع الاستجواب |
| استجواب الوزير أحمد ناصر الصباح (فبراير 2022) | ضد الاستجواب |
| استجواب الوزير علي حسين الموسى (مارس 2022)    | غير موجود    |